# Бернхейм, Ипполит
Ипполит Бернхейм (17 апреля 1840, Мюлуз — 2 февраля 1919, Париж) — французский врач-невролог, использовал терапию сном и гипнозом.

## Биография
Родился в Мюлуз, Эльзас. получил образование в родном городе. Продолжил учебу в Страсбургском университете, где получил диплом доктора медицины в 1867 году. В том же году он стал преподавателем в Страсбургском университете и зарекомендовал себя как врач в городе.
Когда в 1871 году, после франко-прусской войны, Страсбург отошел к Германии, Бернгейм переехал в Нанси, в университете которого получил должность профессора клиники.
В Нанси Бернгейм основал психоневрологическую школу, в которой гипноз рассматривался по аналогии со сном. Занимался также проблемой истерии, которую рассматривал как результат суггестии или аутосуггестии. Бернгейм первым применил терапию сном в клинических условиях.

## Труды
- Bernheim, H., (Herter, C.A. trans.), Suggestive Therapeutics: A Treatise on the Nature and Uses of Hypnotism, (De la Suggestion et de son Application à la Thérapeutique, [Second Edition], 1887), G.P. Putnam’s Sons, (New York), 1889
- Bernheim H., New Studies in Hypnotism, [Trans. by Sandor R.S, of Bernheim’s French (1891) Hypnotisme, Suggestion, Psychothérapie: Études Nouvelles], International University’s Press, (New York), 1980 ISBN 9780823604968 ISBN 0823604969